# Matthew Libatique

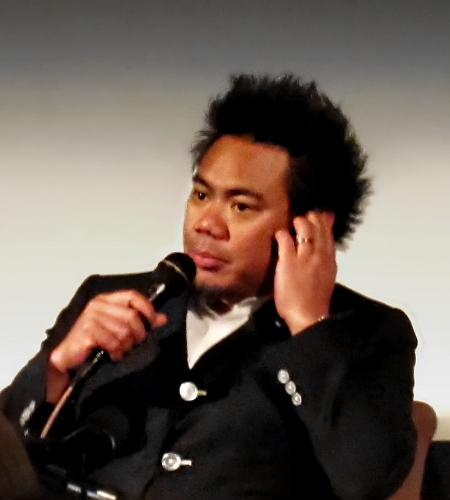
Matthew Libatique (2011)

Matthew J. Libatique (* 19. Juli 1968 in Queens, New York) ist ein US-amerikanischer Kameramann. Seit Anfang der 1990er Jahre hat er an mehr als 40 Filmproduktionen, überwiegend Dramen, und über 80 Musikvideos mitgewirkt. Bekanntheit erlangte er vor allem durch seine langjährige Zusammenarbeit mit dem Filmregisseur Darren Aronofsky.

## Biografie

### Ausbildung und Zusammentreffen mit Darren Aronofsky
Matthew Libatique kam als Sohn der philippinischen Einwanderer Justiniano und Georgina Libatique in New York zur Welt. Seine Mutter stammte aus Lucena (Quezon), sein Vater aus Dagupan (Pangasinan). Beide Eltern sprachen Tagalog mit Libatique, ehe der Alltag bedingt durch den Schulbesuch von der englischen Sprache dominiert wurde. In einem Interview 2010 mit dem Philippine Daily Inquirer gab er an, dass er sich heute dennoch als Filipino sehe. Sein Vater, ein Anfang der 1990er Jahre verstorbener Amateurfotograf, arbeitete als Techniker in einem Filmlabor und machte seinen Sohn früh mit der Fotografie vertraut. Im Alter von elf Jahren zog Libatique mit seinen Eltern in die kalifornische Wüstenregion, wo sein Vater als Kühlungstechniker ein eigenes Geschäft aufmachen wollte. Mit dem Film kam er erst als College-Student an der California State University in Fullerton in Berührung. Libatique wurde Mitglied im hiesigen Filmklub und begann für einen Freund Firmenvideos aus der Umgebung von Orange County zu schneiden. Er wechselte später von Psychologie auf die Fächer Soziologie und Kommunikationswissenschaft und schloss das College in beiden Fächern ab.
Angetan von Vittorio Storaros Kameraarbeit zu Der große Irrtum (1970) zog Libatique nach Hollywood, wo er ein Praktikum bei einer Firma absolvierte, die Kurzfilme von Debütregisseuren produzierte. Nach einem Jahr war er Koordinator der Postproduktion. Er gab die Stelle aber bald auf, um sich gegen den Willen seiner Eltern von 1992 bis 1995 als Kameramann am American Film Institute (AFI) ausbilden zu lassen. Dort traf er unter anderem auf Gastdozenten wie John Bailey, Allen Daviau, Conrad L. Hall, Victor J. Kemper und Owen Roizman. Libatique schloss das dortige Studium mit dem Master of Fine Arts (MFA) ab.
Während des Studiums am AFI lernte Libatique den Regisseur Darren Aronofsky kennen. Beide stammten aus New York, waren die jeweils jüngsten Studenten ihres Jahrgangs und teilten unter anderem auch dieselbe Liebe zur Musik und zum Film. Er verglich ihre Beziehung mit der zwischen Bernardo Bertolucci und Storaro bei Der große Irrtum und sprach von einer „Partnerschaft die auf Freundschaft“ basiere. Libatique übernahm die Kameraarbeit an Aronofskys ersten KurzfilmenProtozoa (1993, „ein Adrenalinrausch“) und No Time (1994) sowie an diversen Low-Budget-Produktionen anderer Regisseure.

### Arbeit im Musikgeschäft und an Spielfilmen
Aufgrund neuer technologischer Entwicklungen im Bereich von Musikvideos wandte sich Libatique ab Mitte der 1990er Jahre auch diesem Tätigkeitsfeld zu. Nach einem vermittelten Auftrag für ein Musikvideo des Rappers E-40 war Libatique laut eigenen Angaben bis heute für die Aufnahmen von über 80 Musikvideos zuständig. Er arbeitete mit so bekannten Künstlern wie Tracy Chapman, The Cranberries, Incubus, Jay-Z oder Moby zusammen. Libatique bewertet Musikvideos potenziell als Kunstform, die ihm ermöglichten, an seiner Geschicklichkeit und Kameratechnik zu arbeiten. Gleichzeitig halfen ihm dabei seine Kenntnisse über die Postproduktion.
Der Durchbruch als Kameramann ebnete Libatique die erneute Zusammenarbeit mit Darren Aronofsky an dessen Spielfilmdebüt Pi (1998). Für die Studie eines psychopathischen Mathematikers (gespielt von Sean Gullette), der glaubt, über das Spiel mit Zahlen den Schlüssel zur Erkenntnis der Welt zu finden, bevorzugten Regisseur und Kameramann verfremdende Schwarzweiß-Aufnahmen. Gleichzeitig erfanden sie für den experimentellen Science-Fiction-Thriller Apparaturen, die am Körper des Hauptdarstellers befestigten wurden und körperliche und seelische Regungen besser auffingen – eine „Heat-Cam“, die kleine Hitzewellen vor dem Objektiv erzeugte sowie eine „Vibrator Cam“ für Ruckeleffekte. Libatiques Lohn war 1999 der Gewinn des Chlotrudis Awards als bester Kameramann sowie seine erste Nominierung für den Independent Spirit Award.
Auch bei Aronofskys folgenden Spielfilmarbeiten war Libatique für die Bilder verantwortlich. Im Jahr 2000 folgten die Dreharbeiten zum Oscar-nominierten Drogenfilm Requiem for a Dream, bei dem Aronofsky und er auf „extreme Großaufnahmen, hektische Schnitte, Farbmanipulationen, Split-Screen und fieberhafte Geschwindigkeitsbeschleunigungen“ setzten. Die Produktion brachte Libatique den Independent Spirit Award ein und sollte später in einer Online-Wahl vom American Cinematographer, dem Magazin der American Society of Cinematographers (ASC), zu den am besten gefilmten Streifen des Zeitraums 1998 bis 2008 gewählt werden. „Die Zerstörung der konventionellen Filmsprache, die delirierenden Fetzen optischer und akustischer Wahrnehmung, die Aronofskys 'Requiem for a Dream' gelegentlich bis in die Nähe des Surrealismus treiben, dienen zu nichts anderen als der Illustration der gnadenlosesten Form menschlicher Selbstzerstörung.“, so Franz Everschor (film-dienst). In dem Fantasyfilm The Fountain bemerkte der deutsche Filmkritiker dagegen Bilder, die an Carl Theodor Dreyers bekannten Stummfilm Die Passion der Jungfrau von Orléans (1928) erinnern würden – „vornehmlich "altmodische" Licht- und Aufnahmetechnik, verbunden mit Vergrößerungen mikroskopischer chemischer Prozesse“, so Everschor.

### Erfolg mit „Black Swan“
Nachdem an Aronofskys preisgekrönten Drama The Wrestler die Französin Maryse Alberti die Kamera übernommen hatte, arbeiteten Libatique mit dem US-amerikanischen Regisseur erst wieder 2010 an dem Psychodrama Black Swan zusammen. In dem Film ist Natalie Portman als junge und zerbrechliche New Yorker Balletttänzerin zu sehen, deren Vorbereitung auf die schwierige Doppelrolle der Odette/Odile in Tschaikowskis Schwanensee zu einer selbstzerstörerischen Metamorphose führt. Für Libatique bedeuteten die Arbeiten an Black Swan den bisherigen Höhepunkt seiner Laufbahn als Kameramann. Für die mit einer Handkamera entstandenen Bilder, die nur selten die Großeinstellung verlassen, gewann er unter anderem die Auszeichnungen der Filmkritikervereinigungen von Los Angeles, New York sowie den Independent Spirit Award und wurde für den Oscar, British Academy Film Award sowie den Preis der American Society of Cinematographers (ASC) nominiert.
Libatique und Aronofsky stimmten sich wie bei jedem Projekt in der Vorproduktion mit der Szenenbildnerin über die Farbskala ab und einigten sich darüber, wie jede Farbe in metaphorischer Beziehung zu den Figuren stehen sollte. Als größte Herausforderung nannte Libatique den Umgang mit der nicht präzisen Beleuchtung, die bei den 360-Grad-Kamerabewegungen durch den Raum entstand. Ebenfalls Schwierigkeiten verursachten die Szenen mit Spiegeln, dem „essentiell visuellen Thema“ des Films. „Unsere Beziehung hat sich natürlich durch Alter und Erfahrung entwickelt.“, so Libatique im Jahr 2010 über die Zusammenarbeit mit Aronofsky. „Als wir anfingen, waren wir sehr aggressiv mit dem, was wir erreichen wollten und manchmal kulminierte das in unterschiedliche Ansichten. Aber jetzt fühle ich, dass wir konzentrierter und entspannter sind, als in der Zeit, in der wir unsere Köpfe gegen die Wände hämmerten, um erfolgreich zu sein.“ Mit Noah, der 2014 veröffentlicht wurde, entstand eine weitere Kooperation mit Aronofsky.
Mehrfach arbeitete Libatique auch mit Spike Lee in She Hate Me, Inside Man, Miracle at St. Anna, Passing Strange und Kobe Doin’ Work („Spike Lee ist einer der Gründe, warum ich Filmemacher wurde“), Joel Schumacher (Tigerland, Nicht auflegen!, Number 23) und Jon Favreau (Iron Man, Iron Man 2, Cowboys & Aliens) zusammen. Tigerland, bei dem er das erste Mal ausnahmslos mit Handkameras arbeitete, nennt Libatique als einen der angenehmsten Erinnerungen an einen Filmdreh. Schumacher sei überaus unterstützend gewesen und habe ihm seine „jugendliche kreative Aggression“ miteinbringen lassen. Anders als bei Aronofsky oder Lee sei die Arbeit mit dem improvisationsfreudigen Favreau, der ihm viel Freiraum gebe, bei dem er aber auch etwas Selbstzensur anwende, um am Erzählstil des ehemaligen Schauspielers zu bleiben.
Die Kameraarbeit vergleicht er mit dem Erlernen eines Musikinstruments – „Ich versuche, das Skript in meinen Gedanken zu sehen und erstelle eine visuelle Partitur, die auf dem Bogen der Geschichte basiert.“, so Libatique. Am wohlsten fühlt er sich an urbanen Drehorten, da er in diesen aufgewachsen ist. Als Herausforderungen nennt er Außenaufnahmen mit künstlichem Licht, wie z. B. Nachtszenen im Wald. Libatiques Vorbilder unter den Kameraleuten sind neben Storaro und Hall Henri Alekan, Néstor Almendros, Jack Cardiff, Raoul Coutard, Gordon Willis, Gregg Toland und James Wong Howe. Unter Malern, Fotografen und Illustratoren sind dies Jean-Michel Basquiat, Matthew Barney, Caravaggio, Roy DeCarava, Degas, Nan Goldin, Goya, Dave McKean, John J. Muth, Rembrandt, Velázquez und Vermeer.
2002 gehörte Libatique der Jury des Sundance Film Festivals an. Er ist Mitglied der American Society of Cinematographers (ASC).

## Filmografie (Auswahl)
- 1993: Protozoa (Kurzfilm)
- 1993: No Time (Kurzfilm)
- 1994: The Bedroom (Kurzfilm)
- 1995: Til Death Do Us Part
- 1995: Redneck
- 1996: Grinders
- 1998: Pi
- 1998: The Party Crashers
- 1999: Saturn
- 2000: Requiem for a Dream
- 2000: Tigerland
- 2001: Josie and the Pussycats
- 2001: Cosmic Coffee
- 2002: Abandon – Ein mörderisches Spiel (Abandon)
- 2002: Nicht auflegen!
- 2003: Gothika
- 2004: Never Die Alone
- 2004: She Hate Me
- 2005: Alles ist erleuchtet (Everything Is Illuminated)
- 2006: Inside Man
- 2006: The Fountain
- 2007: Number 23
- 2008: Iron Man
- 2008: Miracle at St. Anna
- 2009: Passing Strange
- 2009: Kobe Doin’ Work (TV-Dokumentarfilm)
- 2010: My Own Love Song
- 2010: Iron Man 2
- 2010: Despair (Kurzfilm)
- 2010: Black Swan
- 2011: Cowboys & Aliens
- 2012: Ruby Sparks – Meine fabelhafte Freundin (Ruby Sparks)
- 2014: Noah
- 2015: Straight Outta Compton
- 2015: Chi-Raq
- 2016: Money Monster
- 2017: The Circle
- 2017: Mother!
- 2018: A Star Is Born
- 2018: Venom
- 2019: Native Son
- 2020: Birds of Prey: The Emancipation of Harley Quinn
- 2020: The Prom
- 2022: The Whale
- 2022: Don’t Worry Darling
- 2023: Maestro
- 2025: Highest 2 Lowest

## Musikvideos (Auswahl)
- 1996: Give Me One Reason – Tracy Chapman
- 1996: More Than One Way Home – Keb’ Mo’
- 1997: Anytime – Brian McKnight
- 1998: The City Is Mine – Jay-Z
- 1998: What U See Is What U Get – Xzibit
- 1999: Just My Imagination – The Cranberries
- 1999: Bodyrock – Moby
- 2000: I’ll Do Anything – Jay-Z
- 2000: New American – Bad Religion
- 2000: Stellar – Incubus
- 2001: Mad Season – Matchbox 20
- 2001: Goodbye – Jagged Edge
- 2008: The Lake – Muscles

## Auszeichnungen
- 1999: Chlotrudis Award für Pi
- 2001: Independent Spirit Award für Requiem for a Dream
- 2006: Eastman Kodak Award for Excellence in Cinematography
- 2010: Los Angeles Film Critics Association Award für Black Swan
- 2010: New York Film Critics Circle Award für Black Swan
- 2010: New York Film Critics Online Award für Black Swan
- 2010: San Francisco Film Critics Circle Award für Black Swan
- 2010: Austin Film Critics Association Award für Black Swan
- 2011: BAFTA-Nominierung für Black Swan
- 2011: Nominierung für den American Society of Cinematographers Award für Black Swan
- 2011: Independent Spirit Award für Black Swan
- 2011: Oscar-Nominierung für Black Swan
- 2019: Nominierung für den American Society of Cinematographers Award für A Star Is Born
- 2019: Oscar-Nominierung für A Star Is Born
- 2019: Satellite Award für A Star Is Born
- 2024: BAFTA-Nominierung für Maestro
- 2024: Oscar-Nominierung für Maestro